# 上海市人力資源和社會保障局
上海市人力資源和社會保障局是上海市人民政府的一個負責人力资源和社会保障的部門，該部門是2008年10月由上海市人事局、上海市劳动和社会保障局合併而成，同時上海市医疗保险局的部分职责也劃入上海市人力資源和社會保障局。旗下有成立於2005年5月8日的上海公共招聘網。

## 外部連結
- 官方网站